# Mirrorsoft
Mirrorsoft — британское издательство видеоигр, основанное Джимом Макконохи как подразделение медиагруппы Mirror Group Newspapers. Компания работала с 1983 по 1991 год и окончательно прекратила деятельность в начале 1992 года.

## История
В начале 1980-х годов Джим Макконохи работал менеджером по развитию в британской медиакомпании Mirror Group Newspapers. Во время поездки в США Макконохи приобрел персональный компьютер Commodore PET вместе с копией VisiCalc — табличного приложения для этой системы. На основе знакомства с этими технологиями он пришел к выводу, что Mirror как медиакомпания должна более тесно сотрудничать с разработчиками программного обеспечения. В связи с этим в 1983 году он обратился к совету директоров Mirror с предложением создать программное подразделение под названием Mirror Group, тем самым диверсифицировав непрофильные направления деятельности группы, которые уже включали Mirror Boats и Mirror Books. Подразделение под названием Mirrorsoft было официально запущено в конце 1983 года, и Макконохи получил разрешение привлечь нескольких сотрудников из своего отдела в Mirror Group для помощи в создании нового направления.
В июле 1984 года Mirror Group была приобретена компанией Maxwell Communications, принадлежавшей Роберту Максвеллу. Первоначально смена владельца не повлияла на деятельность Mirrorsoft, пока Макконохи не получил звонок от сына Максвелла, Кевина, 26 декабря 1984 года, в котором ему сообщили, что он окончательно переводится с должности менеджера по развитию Mirror Group на должность генерального директора Mirrorsoft.
Ряд игр распространялся под маркой подразделения Image Works. В 1988 году была выпущена игра «Тетрис», права на распространение которой для домашних компьютеров в Европе принадлежали Mirrorsoft. Впоследствии возник правовой спор относительно прав на коммерческое использование «Тетриса» на Game Boy, в ходе которого связи Максвелла с Михаилом Горбачёвым привели к угрозам политического вмешательства. В 1989 году компания получила награду «Разработчик программного обеспечения года» в категории 16-битных систем на церемонии Golden Joystick Awards.
5 ноября 1991 года Роберт Максвелл был найдён мертвым после исчезновения с борта своей яхты. Не зная о его судьбе, Mirrorsoft продолжала обычную деятельность, включая издание игр First Samurai, Mega-Lo-Mania и Teenage Mutant Hero Turtles: The Coin-Op через Image Works, а также планирование рождественских продаж, но после смерти Максвелла компания Maxwell Communications объявила о банкротстве в 1992 году. Компания Arthur Andersen была назначена администратором компаний Максвелла, включая Mirrorsoft, в конце ноября. С приходом администраторов они взяли под контроль всю повседневную деятельность компании и прекратили торговые операции Mirrorsoft — единственный источник доходов подразделения. Было организовано несколько встреч с потенциальными покупателями, включая Infogrames и MicroProse, также рассматривался выкуп компании менеджментом, но наиболее приемлемым вариантом было признано закрытие компании и продажа её активов. Большинство сотрудников Mirrorsoft было уволено 31 декабря 1991 года, несколько человек были оставлены ещё на 1-2 месяца для помощи в ликвидации компании. Несколько бизнес-активов впоследствии были проданы компании Acclaim Entertainment.
После упадка Acclaim в 2004 году компания Throwback Entertainment приобрела часть каталога Acclaim, а в 2020 году Throwback Entertainment возродила Mirrorsoft под названием MIRROR Soft, переиздавая игры из прежнего каталога.